# ادونای
ادونای (به عبری: אֲדֹנָי) یا کوریوس، (به یونانی: κυριος)، به معنای آقا، سرور، و صاحب اختیار، از نامهای خدا، در تنخ است. در ترجمه‌های فارسی معمولاً از واژه «خداوند» برای ترجمه آن استفاده می‌شود.